# 林承訓
林承訓（1500年—？年），號西石，福建福州府長樂縣人。明朝進士、官员。

## 生平
嘉靖元年（1522年）壬午科福建鄉試舉人，嘉靖五年（1526年）丙戌科第三甲第二百二名進士，七年任浙江平湖县知县。